# Doppelbildnis des Kurfürsten Johann Wilhelm von der Pfalz und seiner Gemahlin Anna Maria Luisa de’ Medici
Das Doppelbildnis des Kurfürsten Johann Wilhelm von der Pfalz und seiner Gemahlin Anna Maria Luisa de’ Medici ist ein Doppelporträt des Düsseldorfer Hofmalers Jan Frans van Douven aus dem Jahr 1708. Im politischen Kontext der Causa palatina und der Bayerischen Diversion im Spanischen Erbfolgekrieg zeigt es den Kurfürsten Johann Wilhelm von der Pfalz politisch-programmatisch als Reichsvikar und Anna Maria Luisa de’ Medici als seine zweite, ihm ebenbürtige Gemahlin. 1717 gelangte das Ölgemälde nach Florenz, wo es sich heute in der Sammlung der Uffizien befindet.

## Beschreibung
Das monumentale Doppelporträt präsentiert das thronende Kurfürstenpaar unter einer braunroten Draperie vor dem Hintergrund einer antiken Architekturkulisse und einer italienischen Landschaft mit Zypressen. Der Kurfürst trägt eine Paraderüstung, die von einem purpurroten Hermelinmantel bedeckt ist. Sein Gesicht, das den Betrachter aus oval geschnittenen, leicht quellenden Augäpfeln mit leichtem Lidüberhang sanftmütig anblickt, rahmt eine silbergraue Allongeperücke. Den Hals ziert eine Spitze, darunter lugt die Ordenskette vom Goldenen Vlies hervor. In seiner Rechten hält er einen Marschallstab, seine Linke umfasst ein purpurrotes Zierkissen mit der Reichskrone. Dahinter liegen auf einem Podest im Halbdunkeln zwei Kurhüte. Die auf einem goldenen Muschelthron sitzende, den Betrachter ebenfalls anblickende Kurfürstin beherrscht – dem Kurfürsten ebenbürtig dargestellt – die rechte Bildhälfte. Ihr heller Teint kontrastiert mit dem schwarzen Haar der hoch aufragenden Damenperücke. Sie trägt ein eng tailliertes, dekolletiertes Prachtkleid aus weiß-goldenem Brokat mit Spitze unter einem blauen Hermelinumhang. In ihrer zierlichen Hand hält sie einen Olivenzweig. Ein Schoßhund zu Füßen der Kurfürstin starrt auf den schwarzen Molosser, welcher – am linken Bildrand sitzend – treu zu seinem Herrn aufschaut. Das breite Halsband des Molossers trägt als Aufschrift die Lettern CP, eine Abkürzung für den lateinischen Begriff comes palatinus, zu Deutsch Pfalzgraf.

## Bedeutung
Das Doppelbildnis stellt das Paradigma eines Herrscherbildes dar, worin der Landesherr und die Landesfürstin als das regierende Paar die Gegenwart und Kontinuität der Dynastie personifizieren. Die Bildkomposition führt das Ehepaar als ebenbürtige Partner in unterschiedlichen, komplementären Geschlechterrollen vor. Dabei werden dem Herrscher die Insignien der staatlichen Herrschaft und des Krieges zugeordnet, während der Fürstin – symbolisiert durch den Olivenzweig und das Blau ihres Umhangs, das auf die Gottesmutter Maria hindeutet – die Rolle der Heils- und Friedensstifterin zufällt. Als Mann repräsentiert der Herrscher den Kultus und die Räson des Staats, als Frau wird die Fürstin – ganz im Sinne der Idee der natura naturata – vor dem Hintergrund einer italienischen Landschaft abgebildet. Das ihr zugeordnete weibliche Rollenmuster wird durch die Symbolik der Muschel ihres Thronstuhls unterstrichen. Die Dichotomie des Herrscherpaars betonen außerdem der massige Begleithund des pfälzischen Landesherrn und der kleine Schoßhund der italienischen Fürstin.
Das Reichsinsignium der Reichskrone im Bildzentrum und die Kurhüte dahinter verweisen auf den alten Streit um die pfälzische Kurwürde und das Reichsvikariat (Causa palatina) in der Zeit Ludwigs XIV. und des Spanischen Erbfolgekriegs (Bayerische Diversion im Spanischen Erbfolgekrieg). Die Reichskrone repräsentiert in diesem Kontext den politischen Anspruch Johann Wilhelms auf Ausübung des Reichsvikariats und dessen Rückübertragung auf den pfälzischen Kurfürsten gemäß Reichstagsbeschluss. Das Reichsvikariat übte Johann Wilhelm vom 17. April (dem Todestag Josephs I.) bis zum 22. Dezember 1711 (der Krönung Karls VI.) auch tatsächlich aus, die prestigeträchtige Funktion eines Reichsverwesers, die er 1711 durch die Herausgabe von Vikariatsmünzen unterstrich. Die zwei Kurhüte symbolisieren die „doppelte Kurwürde“ Johann Wilhelms, die der Kurpfalz und jene Kurbayerns, welche er zusätzlich erhalten hatte, als über ihren vormaligen Träger, den Kurfürsten Maximilian II. Emanuel, wegen dessen Bündnis mit Ludwig XIV. die Reichsacht verhängt worden war.
Als Sieger ließ sich Johann Wilhelm auch in Agostino Steffanis Oper Tassilone feiern. In dieser Oper erscheint die Geschichte des bayerischen Fürsten Tassilo III. als eine historische Parallele zur Degradierung Maximilians II. Emanuel.

## Provenienz
Das Bild, das durch seine politisch-programmatische Aussage in der Porträtmalerei des Hofmalers Jan Frans van Douven eine Sonderstellung einnimmt, entstand 1708 am Düsseldorfer Hof des Kurfürsten Johann Wilhelm und war zunächst Bestandteil der Kollektion der Gemäldegalerie Düsseldorf. Nachdem der Kurfürst 1716 verstorben war, zog sich die Kurfürstin in das Großherzogtum Toskana zurück. Als Anna Maria Luisa de’ Medici am 10. September 1717 von Düsseldorf nach Florenz aufbrach, gehörte das Bild zum Kunstschatz der Fürstin und gelangte so in die Sammlung der Uffizien. Dort ist es im Vasarikorridor ausgestellt.

## Kopien
Eine etwa gleich große Kopie des Bildes, 1889 von Adolf Holländer gemalt, schenkte Georg von Preußen im 19. Jahrhundert dem Historischen Museum der Stadt Düsseldorf. Eine weitere Kopie befindet sich in der Gemäldesammlung von Schloss Birlinghoven in Sankt Augustin.